# M103 (tank)
De M103 was een zware tank die gebruikt is door het Amerikaanse leger tijdens de Koude Oorlog. Tot en met de ontwikkeling van de M1 Abrams in de jaren 70 was de M103 de allerzwaarste tank die het Amerikaanse leger had. De M103 werd gebouwd in een fabriek bekend als de Detroit Arsenal Tank Plant (DATP) en de eerste goedgekeurde tanks die door het leger in gebruik werden genomen waren er in 1957. De M103 was in 1974 volledig uitgefaseerd.

## Ontwerp en realisatie
Net als de Britse Conqueror is de M103 ontworpen om de Sovjetzwaargewichten zoals de Jozefstalintank en de T-10 tegen te gaan als een conventionele Derde Wereldoorlog zou uitbreken. Het lange 120mm-kanon van de M103 werd ontworpen om vijandelijke tanks te kunnen raken op zeer lange afstanden, maar dit kanon werd nooit echt gebruikt. In 1953-1954 werd een reeks van 300 tanks, aanvankelijk aangeduid als T43E1's, gebouwd door Chrysler in Newark Plant. De tests waren onbevredigend en in augustus 1955 werden alle tanks opgeslagen. Er volgden vele verbeteringen aan de tank en op 26 april 1965 werd deze gestandaardiseerd als de zware tank M103.
Van de 300 gebouwde tanks gingen er 80 naar het Amerikaanse leger (74 van deze tanks werden verbouwd tot de M103) en 220 gingen er naar de Amerikaanse marine om te worden gebruikt als infanterieondersteuning; deze werden verbouwd tot verbeterde M103A1 volgens de normen van een M103A2. De opeenvolgende versies van de M103 deelden veel onderdelen met de M47, de M48 en ook de M60 Patton. De M47 en M48 werden in tegenstelling tot de M60 (de M60 had een 105mm-kanon, de eerste M60’s hadden echter wel een 90mm-kanon) met hun 90mm-kanon als middelzware tank beschouwd. De rupsbanden, de rollers en veerelementen waren op deze vier tanks hetzelfde, met enkele wijzigingen om rekening te houden met het grotere of kleinere gewicht van elke tank. De motor en de overbrenging van de M103 waren nooit voldoende aangepast aan de extra energie die nodig was om het gewicht te verplaatsen. Ook waren de besturingssystemen fragiel. De koepel van de M103 was groter dan die van de M48 of die van de M60. Dit werd gedaan om ruimte te creëren voor het reusachtige 120mm-kanon en de twee laders die nodig waren voor het kanon. In deze koepel moesten ook nog de schutter en de kapitein werken. Het kanon van de M103 had de mogelijkheid om zijn kanon verticaal te kunnen bewegen van een minimale hoek van −8 graden tot een maximale hoek van +15 graden.

## Bepantsering
| Aanzicht                 | Millimeter  |
| ------------------------ | ----------- |
| Voorkant                 | 114-127     |
| Zijkant                  | 50          |
| Bovenkant                | 25          |
| Voorkant geschutskoepel  | 127 t/m 254 |
| Zijkant geschutskoepel   | 70          |
| Bovenkant geschutskoepel | 38          |